# Kelenföld
Kelenföld ([ˈkɛlɛnføld] ; en allemand : Krenfeld) est un quartier de Budapest, situé dans le 11e arrondissement.